# Campeonato de Rugby da Ásia
O Campeonato de Rugby da Ásia (em inglês: Asia Rugby Championship - ARC), conhecido entre 2008 e 2014 como Cinco Nações Asiáticas (em inglês: Asian 5 Nations), é uma competição internacional anual de rugby realizada entre as melhores seleções da Ásia. Sua organização e administração são feitas pela Asia Rugby, anteriormente conhecida como União de Futebol e Rugby Asiática (em inglês: Asian Rugby Football Union - ARFU).
O vencedor da principal divisão desta competição é reconhecido como o campeão asiático de rugby. A Divisão Principal, por vezes denominada como Tri Nations, inclui as três melhores equipes asiáticas em cada temporada. Abaixo desta estão as Divisões 1 e 2 (cada uma com quatro seleções), além da Divisão 3 (que possui agrupamento geográfico entre os seus participantes, o que pode variar a cada temporada).
A seleção de maior sucesso neste campeonato é o Japão, garantindo 25 dos 30 títulos possíveis de 1969 até 2017. Os japoneses conquistaram todas as edições realizadas no histórico deste campeonato, de 2004 até 2017.

## História

### Primórdios
Esta competição foi inaugurada em 1969, com o nome de Torneio Asiático de Rugby. Os participantes dela foram China Taipei, Hong Kong, Japão, Coreia do Sul e Tailândia. O título ficou com a equipe japonesa. Durante a maior parte de suas primeiras quatro décadas, o torneio teve realização bienal. Isso até 1982, quando a seleção sul-coreana se tornou a segunda equipe a conquistar o título. O número de equipes participantes variou a cada ano, com até doze países competindo enquanto outras seleções asiáticas se juntavam à competição. De 1969 a 1996 houve uma divisão única, então dividida em dois grupos. Em 1998, uma segunda divisão foi introduzida quando o rugby começou a crescer no continente, cujo torneio principal passou a ser nomeado como Campeonato Asiático de Rugby.
Em 2003, foi formada uma segunda competição asiática de rugby, chamada Rugby Series Asiático (em inglês: Asian Rugby Series), que era disputada paralelamente ao campeonato principal, visando auxiliar a determinar alocações de divisão para o Campeonato Asiático de Rugby. Com mais equipes competindo, uma terceira divisão foi adicionada ao Campeonato de Rugby em 2004. As duas competições aconteceram até 2007.

### Cinco Nações Asiáticas (2008 a 2014)

Logo oficial do Cinco Nações Asiáticas.

Em 2008, o ARFU fundiu o Campeonato Asiático de Rugby e o Rugby Series em um novo torneio, nomeado como Cinco Nações Asiáticas. Esta competição foi disputada anualmente, contando com acesso e descenso a cada nova temporada. O campeão da Divisão 2 substituía o último colocado da Divisão 1, sendo o mesmo regulamento seguido entre a Divisão 1 e o Cinco Nações. Nos seus primeiros anos nenhuma Divisão 3 foi disputada, embora várias divisões regionais tenham sido implementadas em toda a Ásia. 
Durante o tempo desta competição, a principal divisão das Cinco Nações foi dominada por Japão, Coréia do Sul e Hong Kong (as únicas equipes nunca foram relegadas a uma divisão inferior). O campeão do Cinco Nações Asiáticas recebia, como designação, o título Campeão D'Ásia.

### Campeonato de Rugby da Ásia (2015 em diante)
A competição foi renovada novamente a partir da temporada de 2015, sendo então rebatizada como Campeonato de Rugby da Ásia. Sob este novo formato, as três principais equipes formaram uma divisão denominada como Tri Nations. Foi instituído um desafio de promoção e rebaixamento, pelo qual o vencedor da Divisão 1 tem que derrotar o terceiro colocado da Tri Nations, visando assim obter sua promoção para a próxima temporada.

## Regulamento geral

### Formato
O formato atual contempla o campeonato separado por divisões distintas. com acesso e descenso a cada temporada. Contudo, isso aplica-se diretamente apenas das Divisões 1 a 3, uma vez que o último colocado no Tri Nations disputa um playoff com o campeão da Divisão 1, visando determinar a terceira equipe para o grupo principal do ano seguinte.
A equipe campeã da Divisão 2 sobe para a Divisão 1, ocupando o lugar de sua última colocada que é rebaixada. Os dois últimos colocados da Divisão 2 descem para a Divisão 3, onde serão alocadas em uma de suas regiões. Entretanto, e por serem membros afiliados à World Rugby, apenas os campeões das áreas Leste e Sudeste da Divisão 3 podem  conquistar o acesso para a Divisão 2.
Enquanto que na Tri Nations ocorrem partidas em ida e volta entre seus participantes, nas Divisões 1 a 3 as seleções se enfrentam apenas uma vez (nestes agrupamentos existe uma sede fixa a cada nova temporada).

### Campeonato corrente
Para a temporada de 2019, assim estarão divididos os participantes do Campeonato de Rugby da Ásia:
- Tri Nations (partidas nos países participantes): Coreia do Sul, Hong Kong e Malásia.
- Divisão 1 (em Taipé): Filipinas, Singapura, Sri Lanka e Taipé Chinesa.
- Divisão 2 (em Bancoque): Emirados Árabes Unidos, Cazaquistão, Guam e Tailândia.
- Divisão 3: aqui o agrupamento é regionalizado pelo território do continente asiático.
  - Oeste (em Doha): Catar, Irão, Jordânia e Líbano.
  - Central (em Lahore): Paquistão e Uzbequistão.
  - Leste (em Bandar Seri Begawan): Brunei, Laos e Mongólia.
  - Sudeste (em Bandar Seri Begawan): China, Índia e Indonésia.

## Edições

### Divisão principal
O principal agrupamento do rugby asiático teve diversas nomeações ao longo de sua história, cujo numeral de edições continuou ininterruptamente.

#### Torneio Asiático de Rugby
Nome original, em inglês, era Asian Rugby Tournament.

#### Campeonato Asiático de Rugby - Divisão 1
Nome original, em inglês, era Asian Rugby Championships - Division 1.

#### Cinco Nações Asiáticas
Nome original, em inglês, era Asian Five Nations.

#### Campeonato de Rugby da Ásia
Nome original, em inglês, é Asia Rugby Championship. O mesmo é também conhecido como Tri Nations.